# Jame Kizil
Jame Kizil (tudi latinizirano kot Qizil ali Qyzyl; ujgursko قىزىل مىڭ ئۆي, dob. 'tisoč rdečih hiš'; kitajsko: 克孜尔千佛洞; dob.: 'Kizil Caves of the Thousand Buddhas') je niz budističnih, v skalo vklesanih jam v bližini okrožja Kizil (克孜尔乡; Kèzī'ěr Xiāng) v okrožju Baičeng, prefektura Aksu, Šindžjang, Kitajska. Najdišče je na severnem bregu reke Muzat 65 kilometrov zahodno od kraja Kuča. To območje je bilo komercialno središče svilne poti. Jame imajo pomembno vlogo v srednjeazijski umetnosti in pri prenosu budizma po svilni poti ter naj bi bile najzgodnejši večji budistični jamski kompleks na Kitajskem, z razvojem med 3. in 8. stoletjem našega štetja. Jame Kizil so starejše te vrste na Kitajskem, njihov model je bil kasneje sprejet pri gradnji budističnih jam vzhodneje. Drugo ime za lokacijo je bilo Ming-oi (明屋; 'The 'Tisoč hiš), čeprav se ta izraz zdaj večinoma uporablja za lokacijo Šorčuk na vzhodu.
Jame Kizil so bile leta 2014 vpisane na Unescov seznam svetovne dediščine kot del svetovne dediščine Svilna pot v gorovju Tjanšan.

## Jame
Kompleks jam Kizil je največji od starodavnih budističnih jamskih najdišč, ki so povezana s starodavnim toharskim kraljestvom Kuča, pa tudi največja v Šindžjangu. Druga znana mesta v bližini so jame Kizilgaha, jame Kumtura, tempelj Subaši in jame Simsim. Jame Kizil so »najzgodnejše reprezentativne jame na Kitajskem«. V času, ko so bile jame ustvarjene, je območje Kuča sledilo ortodoksni sarvastivadin šoli budizma hinajana, čeprav je bila opažena tudi zgodnja in manjšinska prisotnost darmagupte. Preprostejše kvadratne jame je morda ustanovil Darmagupta iz 4. stoletja našega štetja ali prej, medtem ko je jame osrednjega stebra, ki so cvetele od sredine 6. stoletja našega štetja, mogoče povezati s šolo sarvastivadin.

### Pregled
V Kizilu je 236 jamskih templjev, vklesanih v pečino, ki se razteza od vzhoda proti zahodu v dolžini 2 km. Od tega jih je 135 še relativno nedotaknjenih. Najzgodnejše jame so datirane, deloma na podlagi datiranja z radioaktivnim ogljikom, okoli leta 300. Večina raziskovalcev verjame, da so bile jame verjetno zapuščene nekje okoli začetka 8. stoletja, potem ko je to območje dosegel vpliv Tangov. Dokumenti, napisani v toharskih jezikih, so bili najdeni v Kizilu in nekaj jam vsebuje toharske in sanskrtske napise, ki podajajo imena nekaj vladarjev.
Številne jame imajo zasnovo osrednjega stebra, pri čemer lahko romarji krožijo okoli osrednjega stebra, ki vključuje nišo za kip Bude, ki je predstavitev stupe.
Obstajajo še tri druge vrste jam: kvadratne jame, jame z velikansko podobo in samostanske celice (kuti). Približno dve tretjini jam so kutiji, ki so bivalni prostori menihov in skladišča, in te jame ne vsebujejo stenskih poslikav. Kronologija ostaja predmet razprav.

### Jamska struktura tipaosrednji steber
V tipični zasnovi osrednjega stebra lahko romarji krožijo okoli osrednjega stebra, ki vključuje nišo za kip Bude, ki je predstavitev stupe. Tako imenovani osrednji steber, ki se pojavi na načrtu, pravzaprav sploh ni steber, ampak le skala na zadnji strani jame, v katero je bil vdolben krožni hodnik, ki je omogočal obhod.
Velika obokana komora je pred osrednjim stebrom in manjša zadnja komora zadaj z dvema tunelskima hodnikoma na straneh, ki povezujeta te prostore. V sprednji komori bi bila tridimenzionalna podoba Bude nameščena v veliki niši, ki bi služila kot središče notranjosti, vendar nobena od teh skulptur v Kizilu ni preživela. V zadnji komori je lahko prizor parinirvane v obliki freske ali velike skulpture, v nekaterih primerih pa kombinacija obojega. Postavitev osrednjega stebra je verjetno povezana s strukturno zasnovo Kara Tepe v severni Baktriji.
Program slik v jamah osrednjega stebra na splošno sledi fiksni razporeditvi: stene glavne cele prikazujejo Budove pridige, strop ima romboidne vinjete, ki namigujejo na Jatake, osrednja niša ima prizor jame Indrasala. Zadnja soba ali hodnik ima prizore, povezane s Parinirvano in nazadnje je slika nad izhodom povezana s Tusita nebesi in bodočim Budo Maitrejo.

## Raziskovanje
Jame Kizil je v letih 1902–1904 prvič odkrila in raziskala odprava Ōtani, japonska odprava pod vodstvom Tesšin Vatanabe (渡辺哲信) in Kenju Horija (堀賢雄), ki jo je financiral grof Otani, vendar je odprava po štirih mesecih odšla v naglici po lokalnem potresu.
Jame Kizil je nato raziskoval Albert Grünwedel, vodja tretje nemške odprave Turfan (december 1905 – 6. julij 1907). Albert von Le Coq je bil tudi del tretje nemške odprave in je bil pod vodstvom Alberta Grünwedela, vendar je ostal le do junija 1906, ko je moral zaradi hude bolezni oditi v Britansko Indijo. Jame so fotografirali, naredili risbe in velike dele fresk odstranili ter poslali v Nemčijo.
Grünwedel je odstranil večje število slik, vendar je bil previden, da je pred tem naredil zapise, da bi ohranil njihovo arheološko vrednost, ter jih fotografiral ali narisal, preden jih je izrezal, iz strahu, da bi jih lahko uničili ob odstranitvi ali med transportom. S pomočjo platna je naredil precej natančne zapise slik. Grünwedel na primer pripoveduje, kako je v jami slikarjev (207) odkril zelo zanimivo poslikavo z bojevniki. Ko jo je nameraval odstraniti, je najprej naredil natančno risbo. Toda ko je bila risba narejena, je poslikava po odstranitvi razpadla in bila izgubljena, razen nekaj fragmentov, ki so še vedno na kraju samem. Skupaj je tretja nemška odprava še vedno odstranila veliko slik in poslala skoraj 120 zabojev fresk v Berlin.  Grünwedel je objavil rezultate svojih raziskav leta 1912 v Altbuddhistische Kultstätten in Chinasisch Turkistan, Bericht über archäologische Arbeiten von 1906 bis 1907 bei Kuča, Qarašahr und in der Oase Turfan.
Grünwedel je odkril, da so bile jame Kizil bistvenega pomena za razumevanje razvoja budistične umetnosti, in predlagal tudi nekatere oblike zahodnih umetniških vplivov:
Že leta sem si prizadeval najti verodostojno tezo za razvoj budistične umetnosti, predvsem pa izslediti starodavno pot, po kateri je umetnost cesarskega Rima itd... prišla na Daljni vzhod. To, kar sem videl tukaj, presega moje najbolj nore sanje. Ko bi le imel dovolj rok, da bi vse kopiral, [kajti] tukaj v Kizilu je približno 300 jam, nekatere vsebujejo freske, vse pa so zelo stare in lepe.— Letter by Grünwedel, April 2, 1906.
Francoski raziskovalec Paul Pelliot in njegov fotograf Charles Nouette, ki sta bila v Kuči od januarja 1907, sta obiskala Kizil kmalu po nemški misiji, od 1. septembra 1907, v nekaj dneh, in Charles Nouette je posnel veliko lepih in poučnih fotografij.
Albert von Le Coq se je vrnil v Kizil in okolico v letih 1913–1914, ko je vodil četrto nemško odpravo, odstranil veliko slik, vključno s tistimi, ki jih je pustil Grünwedel, vendar je na splošno vzel veliko manj zapisov kot njegov predhodnik.

## Jame, freske in arhitektura
Leta 1906 je nemška ekspedicija Alberta Grünwedela raziskovala jame Kizil. Albert von Le Coq, ki je delal pod vodstvom Grünwedela, je moral zapustiti junija 1906 zaradi zdravstvenih težav. Grünwedel je na splošno fotografiral in kopiral freske, preden je odstranil tiste, ki so se mu zdele bistvene. Večina odstranjenih fragmentov je zdaj v Muzeju azijske umetnosti (prej Museum für Indische Kunst) v Dahlemu v Berlinu. Drugi raziskovalci so odstranili nekaj fragmentov fresk, ki jih je zdaj mogoče najti v muzejih v Rusiji, na Japonskem, v Koreji in Združenih državah. Čeprav je bilo mesto poškodovano in izropano, je ostalo okoli 5000 kvadratnih metrov stenskih poslikav, te freske večinoma prikazujejo zgodbe Jataka, avadane in legende o Budi ter so umetniška predstavitev tradicije hinajanske šole Sarvastivade.
Testiranje ogljika in stilistična analiza sta pomagala določiti tri glavna obdobja na slikah v Kizilu, ki zajemajo obdobje od 300 do 650 n. št. Zgodnja umetnost Kizila ustreza zahodni umetniški šoli v Tarimski kotlini in v glavnem kaže vplive iz Gandare in iranskega sveta, zlasti vpliv heftalitov, in nobenega vpliva iz vzhodne Azije.
Jame Kizil so Nemci označili z vrsto imen, Kitajci pa so jih posebej oštevilčili. Korespondenčno tabelo je izdelal Rhie.
Nekaj zelo zgodnjih jam, zdaj oštevilčenih od 90–17 do 90–24, je bilo odkritih od leta 1990 v spodnjih delih pečine na vhodu v osrednjo dolino. Te jame so bile kvadratne ali pravokotne z banjasto obokanimi stropi, vendar brez kakršnega koli okrasja.

## Splošne značilnosti
Pomembna značilnost fresk v Kizilu je obsežna uporaba modrih pigmentov, vključno z dragocenim ultramarin pigmentom, pridobljenim iz lapis lazulija iz Afganistana. V klasifikaciji umetnosti tega območja Ernsta Waldschmidta ločimo tri obdobja: za poslikave iz prve faze je značilna uporaba rdečkastih pigmentov, medtem ko so tiste iz druge faze v izobilju uporabljale modrikaste pigmente. Starejše slike odražajo bolj grško-indijske ali gandarske vplive, medtem ko druge kažejo iranske (sasanidske) vplive. Zdi se, da imajo kasnejše jame manj legend in/ali jatak, nadomestijo jih ponavljajoči se motivi številnih majhnih Bud (tako imenovani motiv tisočih Bud) ali sedečih Bud z nimbi. Poslikave prvih dveh faz so pokazale pomanjkanje kitajskih elementov. Zadnja faza, turško-kitajsko obdobje, je najbolj očitno na območju Turpana, v Kizilu pa sta le dve jami kazali vpliv Tang Kitajske.
Druga značilnost kizilskih stenskih poslikav je razdelitev na bloke v obliki diamanta v obokih stropov glavne sobe številnih jam. Budistični prizori so upodobljeni v teh diamantnih oblikah v več plasteh ena na drugi, da prikažejo pripovedna zaporedja prizorov.

## Propadanje, vandalizem, demontaža in turizem
Od izgradnje in okrasitve med 4. in 8. stoletjem našega štetja so jame Kizil utrpele številna obdobja verskega vandalizma in propadanja.
Zahodni arheologi so orkestrirali množično vzorčenje najboljših preostalih umetnin v začetku 20. stoletja. Poleg njihovega kolonialnega pogleda je bil eden od njihovih domnevnih motivov zaščititi ta umetniška dela pred vandalizmom zaradi islamskega ikonoklazma in plenjenjem lovcev na zaklade. Večina razstavljenih plošč je bila poslana v Museum für Indische Kunst, Berlin, Nemčija, a ironično in tragično so se mnoge izgubile v uničenju druge svetovne vojne, pri čemer so v najboljših primerih ostale le fotografije ali risbe. Precejšnje število fresk so v Berlinu zajeli tudi Sovjeti in nedavno so jih našli v muzeju Ermitaž.
V novejšem času je k uničenju najdišča prispevala tudi Rdeča garda, nenazadnje pa je preoblikovanje najdišča v turistične namene od leta 2005 povzročilo iznakaženje številnih jam in nepovratno izgubo arheološkega znanja. Danes za nobeno od jam ne moremo reči, da je ostala popolnoma nedotaknjena, čeprav so mnoge še vedno precej impresivne.